# Hannoverscher Sportverein von 1896 1964-1965
Questa voce raccoglie le informazioni riguardanti l'Hannoverscher Sportverein von 1896 nelle competizioni ufficiali della stagione 1964-1965.

## Stagione
Nella stagione 1964-1965 l'Hannover, allenato da Fiffi Kronsbein, concluse il campionato di Bundesliga al 5º posto. In Coppa di Germania l'Hannover fu eliminato ai quarti di finale dall'Alemannia Aquisgrana.

## Rosa
| N. |                     | Ruolo | Calciatore        |
| -- | ------------------- | ----- | ----------------- |
|    | Germania (bandiera) | P     | Dieter Meyer      |
|    | Germania (bandiera) | P     | Horst Podlasly    |
|    | Germania (bandiera) | P     | Rainer Steinbach  |
|    | Germania (bandiera) | D     | Hannes Baldauf    |
|    | Germania (bandiera) | D     | Klaus Bohnsack    |
|    | Germania (bandiera) | D     | Manfred Fahrtmann |
|    | Germania (bandiera) | D     | Peter Flegel      |
|    | Germania (bandiera) | D     | Bernd Kettler     |
|    | Germania (bandiera) | D     | Peter Kronsbein   |
|    | Germania (bandiera) | D     | Otto Laszig       |
|    | Germania (bandiera) | D     | Heinz Steinwedel  |
|    | Germania (bandiera) | D     | Helmut Thomassek  |
|    | Germania (bandiera) | C     | Bodo Fuchs        |

| N. |                     | Ruolo | Calciatore           |
| -- | ------------------- | ----- | -------------------- |
|    | Germania (bandiera) | C     | Winfried Mittrowski  |
|    | Germania (bandiera) | C     | Karl-Heinz Mülhausen |
|    | Germania (bandiera) | C     | Udo Nix              |
|    | Germania (bandiera) | A     | Jürgen Bandura       |
|    | Germania (bandiera) | A     | Heinz Fischer        |
|    | Germania (bandiera) | A     | Werner Gräber        |
|    | Germania (bandiera) | A     | Fred Heiser          |
|    | Germania (bandiera) | A     | Eberhard Herbst      |
|    | Germania (bandiera) | A     | Fred Hoff            |
|    | Germania (bandiera) | A     | Georg Kellermann     |
|    | Germania (bandiera) | A     | Heiner Klose         |
|    | Germania (bandiera) | A     | Walter Rodekamp      |

## Organigramma societario
Area tecnica
- Allenatore: Fiffi Kronsbein
- Allenatore in seconda:
- Preparatore dei portieri:
- Preparatori atletici:

## Calciomercato

### Sessione estiva
| Acquisti | Acquisti             | Acquisti            | Acquisti |
| R.       | Nome                 | da                  | Modalità |
| -------- | -------------------- | ------------------- | -------- |
| A        | Jürgen Bandura       | Westfalia Herne     |          |
| A        | Heiner Klose         | Hildesheim          |          |
| C        | Karl-Heinz Mülhausen | Borussia M'gladbach |          |
| P        | Rainer Steinbach     | Hannover 96 II      |          |

| Cessioni | Cessioni         | Cessioni         | Cessioni |
| R.       | Nome             | a                | Modalità |
| -------- | ---------------- | ---------------- | -------- |
| C        | Hans-Georg Bruhn | Friedrichsort    |          |
| A        | Boris Schmidtke  | Hildesheim       |          |
| A        | Günter Weis      | Arminia Hannover |          |

## Risultati

### Bundesliga

#### Girone di andata
| Arbitro: | Handwerker |

|  |           |                   |
|  | Marcatori | 52’, 58’ Rodekamp |

| Arbitro: | Sparing |

|                 |           |  |
| Gräber 30’, 35’ | Marcatori |  |

| Arbitro: | Schmidt |

|                                |           |  |
| Wulf 48’ Dörfel 81’ Dörfel 85’ | Marcatori |  |

| Arbitro: | Baumgärtel |

|                           |           |                         |
| Mittrowski 18’ Heiser 23’ | Marcatori | 6’ Strehl 21’ Dachlauer |

| Arbitro: | Weyland |

|               |           |  |
| Reitgassl 43’ | Marcatori |  |

| Arbitro: | Fritz |

|                  |           |                    |
| Rodekamp 3’, 80’ | Marcatori | 20’ Dulz 53’ Ulsaß |

| Arbitro: | Jacobi |

|            |           |                    |
| Gräber 39’ | Marcatori | 43’, 82’ Matischak |

| Arbitro: | Deuschel |

|                                        |           |  |
| Brunnenmeier 54’, 60’, 82’ Küppers 81’ | Marcatori |  |

| Arbitro: | Tschenscher |

|              |           |  |
| Mülhausen 7’ | Marcatori |  |

| Arbitro: | Regely |

|                  |           |  |
| Nolden 8’ (rig.) | Marcatori |  |

| Arbitro: | Malka |

|                                  |           |                     |
| Rodekamp 38’ Nix 56’ Bandura 70’ | Marcatori | 62’ Stein 80’ Kraus |

| Arbitro: | Baumgärtel |

|                            |           |                                        |
| Cieslarczyk 68’ Zaczyk 83’ | Marcatori | 31’ Rodekamp 59’ Mülhausen 60’ Bandura |

| Arbitro: | Betz |

|                    |           |            |
| Glod 51’ Kuntz 64’ | Marcatori | 88’ Gräber |

| Arbitro: | Fritz |

|                 |           |          |
| Heiser 34’, 54’ | Marcatori | 75’ Weiß |

| Arbitro: | Sparing |

|            |           |            |
| Schulz 51’ | Marcatori | 17’ Heiser |

#### Girone di ritorno
| Arbitro: | Jacobi |

|                 |           |  |
| Heiser 16’, 41’ | Marcatori |  |

| Arbitro: | Betz |

|  |           |            |
|  | Marcatori | 5’ Bandura |

| Arbitro: | Tremmel |

|              |           |                      |
| Rodekamp 65’ | Marcatori | 9’ Dehn 52’ Woldmann |

| Arbitro: | Ott |

|              |           |  |
| Wüthrich 56’ | Marcatori |  |

| Arbitro: | Betz |

|                                  |           |  |
| Mülhausen 12’, 58’, 70’ Hoff 30’ | Marcatori |  |

| Arbitro: | Hennig |

|                       |           |                   |
| Maas 30’ Krafczyk 34’ | Marcatori | 8’ Nix 64’ Gräber |

| Arbitro: | Baumgärtel |

|                                |           |  |
| Piontek 23’ Matischak 65’, 71’ | Marcatori |  |

| Arbitro: | Wieser |

|  |           |                              |
|  | Marcatori | 66’ Brunnenmeier 90’ Küppers |

| Arbitro: | Fischer |

|                                        |           |                        |
| Steinwedel 11’ (aut.) Kreuz 40’ (rig.) | Marcatori | 30’ Bandura 65’ Heiser |

| Arbitro: | Mathieu |

|                  |           |  |
| Bandura 12’, 39’ | Marcatori |  |

| Arbitro: | Schmidt |

|                                         |           |                                    |
| Tutschek 43’, 60’ Steinwedel 74’ (aut.) | Marcatori | 27’ Mülhausen 83’ Nix 87’ Rodekamp |

| Arbitro: | Spinnler |

|                                        |           |               |
| Hoff 8’, 25’ Bandura 28’ Mülhausen 54’ | Marcatori | 64’, 65’ Madl |

| Arbitro: | Handwerker |

|              |           |           |
| Rodekamp 72’ | Marcatori | 3’ Simmet |

| Arbitro: | Weyland |

|  |           |                               |
|  | Marcatori | 17’, 46’ Rodekamp 27’ Bandura |

| Arbitro: | Radermacher |

|                                         |           |            |
| Bandura 19’ Klose 72’ Laszig 81’ (rig.) | Marcatori | 34’ Schulz |

### Coppa di Germania
| Arbitro: | Lutz |

|  |           |                                                  |
|  | Marcatori | 43’ Rodekamp 47’, 56’ Bohnsack 79’ Fuchs 89’ Nix |

| Arbitro: | Schreiner |

|               |           |                                    |
| Reitgassl 31’ | Marcatori | 20’ Rodekamp 43’ Heiser 71’ Gräber |

| Arbitro: | Handwerker |

|                           |           |            |
| Breuer 12’ Martinelli 32’ | Marcatori | 19’ Heiser |

## Statistiche

### Statistiche di squadra
| Competizione      | Punti | In casa | In casa | In casa | In casa | In casa | In casa | In trasferta | In trasferta | In trasferta | In trasferta | In trasferta | In trasferta | Totale | Totale | Totale | Totale | Totale | Totale | DR  |
| Competizione      | Punti | G       | V       | N       | P       | Gf      | Gs      | G            | V            | N            | P            | Gf           | Gs           | G      | V      | N      | P      | Gf     | Gs     | DR  |
| ----------------- | ----- | ------- | ------- | ------- | ------- | ------- | ------- | ------------ | ------------ | ------------ | ------------ | ------------ | ------------ | ------ | ------ | ------ | ------ | ------ | ------ | --- |
| Bundesliga        | 33    | 15      | 9       | 3       | 3       | 30      | 17      | 15           | 4            | 4            | 7            | 18           | 25           | 30     | 13     | 7      | 10     | 48     | 42     | +6  |
| Coppa di Germania | -     | 0       | 0       | 0       | 0       | 0       | 0       | 3            | 2            | 0            | 1            | 9            | 3            | 3      | 2      | 0      | 1      | 9      | 3      | +6  |
| Totale            | 33    | 15      | 9       | 3       | 3       | 30      | 17      | 18           | 6            | 4            | 8            | 27           | 28           | 33     | 15     | 7      | 11     | 57     | 45     | +12 |

### Andamento in campionato
| Giornata  | 1 | 2 | 3 | 4 | 5  | 6  | 7  | 8  | 9  | 10 | 11 | 12 | 13 | 14 | 15 | 16 | 17 | 18 | 19 | 20 | 21 | 22 | 23 | 24 | 25 | 26 | 27 | 28 | 29 | 30 |
| --------- | - | - | - | - | -- | -- | -- | -- | -- | -- | -- | -- | -- | -- | -- | -- | -- | -- | -- | -- | -- | -- | -- | -- | -- | -- | -- | -- | -- | -- |
| Luogo     | T | C | T | C | T  | C  | C  | T  | C  | T  | C  | T  | T  | C  | T  | C  | T  | C  | T  | C  | T  | T  | C  | T  | C  | T  | C  | C  | T  | C  |
| Risultato | V | V | P | N | P  | N  | P  | P  | V  | P  | V  | V  | P  | V  | N  | V  | V  | P  | P  | V  | N  | P  | P  | N  | V  | N  | V  | N  | V  | V  |
| Posizione | 1 | 1 | 6 | 4 | 10 | 11 | 12 | 12 | 10 | 12 | 9  | 9  | 11 | 9  | 8  | 7  | 7  | 7  | 8  | 7  | 7  | 8  | 9  | 9  | 7  | 7  | 7  | 6  | 6  | 5  |

Legenda:

Luogo: C = Casa; T = Trasferta. Risultato: V = Vittoria; N = Pareggio; P = Sconfitta.

### Statistiche dei giocatori
| Giocatore     | Bundesliga | Bundesliga | Bundesliga  | Bundesliga | Coppa di Germania | Coppa di Germania | Coppa di Germania | Coppa di Germania | Totale   | Totale | Totale      | Totale     |
| Giocatore     | Presenze   | Reti       | Ammonizioni | Espulsioni | Presenze          | Reti              | Ammonizioni       | Espulsioni        | Presenze | Reti   | Ammonizioni | Espulsioni |
| ------------- | ---------- | ---------- | ----------- | ---------- | ----------------- | ----------------- | ----------------- | ----------------- | -------- | ------ | ----------- | ---------- |
| H. Baldauf    | 0          | 0          | 0           | 0          | 0                 | 0                 | 0                 | 0                 | 0        | 0      | 0           | 0          |
| J. Bandura    | 26         | 9          | 0           | 0          | 3                 | 0                 | 0                 | 0                 | 29       | 9      | 0           | 0          |
| K. Bohnsack   | 30         | 0          | 0           | 0          | 3                 | 2                 | 0                 | 0                 | 33       | 2      | 0           | 0          |
| M. Fahrtmann  | 0          | 0          | 0           | 0          | 0                 | 0                 | 0                 | 0                 | 0        | 0      | 0           | 0          |
| H. Fischer    | 0          | 0          | 0           | 0          | 0                 | 0                 | 0                 | 0                 | 0        | 0      | 0           | 0          |
| P. Flegel     | 0          | 0          | 0           | 0          | 0                 | 0                 | 0                 | 0                 | 0        | 0      | 0           | 0          |
| B. Fuchs      | 17         | 0          | 0           | 0          | 3                 | 1                 | 0                 | 0                 | 20       | 1      | 0           | 0          |
| W. Gräber     | 24         | 5          | 0           | 0          | 3                 | 1                 | 0                 | 0                 | 27       | 6      | 0           | 0          |
| F. Heiser     | 20         | 7          | 0           | 0          | 3                 | 2                 | 0                 | 0                 | 23       | 9      | 0           | 0          |
| E. Herbst     | 0          | 0          | 0           | 0          | 0                 | 0                 | 0                 | 0                 | 0        | 0      | 0           | 0          |
| F. Hoff       | 4          | 3          | 0           | 0          | 0                 | 0                 | 0                 | 0                 | 4        | 3      | 0           | 0          |
| G. Kellermann | 10         | 0          | 0           | 0          | 0                 | 0                 | 0                 | 0                 | 10       | 0      | 0           | 0          |
| B. Kettler    | 2          | 0          | 0           | 0          | 0                 | 0                 | 0                 | 0                 | 2        | 0      | 0           | 0          |
| H. Klose      | 3          | 1          | 0           | 0          | 0                 | 0                 | 0                 | 0                 | 3        | 1      | 0           | 0          |
| P. Kronsbein  | 0          | 0          | 0           | 0          | 0                 | 0                 | 0                 | 0                 | 0        | 0      | 0           | 0          |
| O. Laszig     | 28         | 1          | 0           | 0          | 1                 | 0                 | 0                 | 0                 | 29       | 1      | 0           | 0          |
| D. Meyer      | 0          | 0          | 0           | 0          | 0                 | 0                 | 0                 | 0                 | 0        | 0      | 0           | 0          |
| W. Mittrowski | 29         | 1          | 0           | 0          | 3                 | 0                 | 0                 | 0                 | 32       | 1      | 0           | 0          |
| K. Mülhausen  | 19         | 7          | 0           | 1          | 3                 | 0                 | 0                 | 0                 | 22       | 7      | 0           | 1          |
| U. Nix        | 29         | 3          | 0           | 0          | 3                 | 1                 | 0                 | 0                 | 32       | 4      | 0           | 0          |
| H. Podlasly   | 30         | 0          | 0           | 0          | 3                 | 0                 | 0                 | 0                 | 33       | 0      | 0           | 0          |
| W. Rodekamp   | 30         | 11         | 0           | 0          | 3                 | 2                 | 0                 | 0                 | 33       | 13     | 0           | 0          |
| R. Steinbach  | 0          | 0          | 0           | 0          | 0                 | 0                 | 0                 | 0                 | 0        | 0      | 0           | 0          |
| H. Steinwedel | 29         | 0          | 0           | 0          | 2                 | 0                 | 0                 | 0                 | 31       | 0      | 0           | 0          |
| H. Thomassek  | 0          | 0          | 0           | 0          | 0                 | 0                 | 0                 | 0                 | 0        | 0      | 0           | 0          |